# Alkūnų ir Grybiškių miškai
Alkūnų ir Grybiškių miškai este o arie protejată (sit de importanță comunitară — SCI) din Lituania întinsă pe o suprafață de 798,66 ha, integral pe uscat.

## Localizare
Centrul sitului Alkūnų ir Grybiškių miškai este situat la coordonatele 55°07′00″N 25°32′33″E / 55.1166°N 25.5426°E.

## Înființare
Situl Alkūnų ir Grybiškių miškai a fost declarat sit de importanță comunitară în noiembrie 2022 pentru a proteja un număr necunoscut de specii din flora spontană și fauna sălbatică aflate în arealul zonei.

## Biodiversitate
Situată în ecoregiunea boreală, aria protejată conține 4 habitate naturale: Păduri caducifoliate bătrâne naturale hemiboreale fino-scandinave (Quercus, Tilia, Acer, Fraxinus sau Ulmus) bogate în specii epifite, Păduri caducifoliate de mlaștină fino-scandinave, Păduri pe pante, grohotișuri și ravene de Tilio-Acerion, Păduri aluvionare cu Alnus glutinosa și Fraxinus excelsior (Alno-Padion, Alnion incanae, Salicion albae).
La baza desemnării sitului se află un număr nedeclarat de specii protejate.
Pe lângă speciile protejate, pe teritoriul sitului au mai fost identificate 1 specie de păsări.